# Phytometra euchroa
Phytometra euchroa is een vlinder uit de familie spinneruilen (Erebidae). De wetenschappelijke naam is voor het eerst geldig gepubliceerd in 1918 door Hampson.
De soort komt voor in tropisch Afrika.